# Vesa Ranta
Vesa Ranta (ur. 20 lipca 1973) – fiński muzyk i fotografik.
Zamieszkały w fińskim mieście Oulu. Od 1989 do 2005 był perkusistą fińskiej heavymetalowej grupy Sentenced. W 1989-1991 grał również na perkusji w zespole Anthony, założonym w rodzinnym mieście muzyka Muhos. Od roku 1994 do 2001 studiował fotografię, od 1997 na Akademii Sztuk w Turku.